# Mechouia
Mechouia – danie kuchni tunezyjskiej, podawane na zimno purée z pieczonej papryki, pomidorów, bakłażana, cebuli i cukinii.